# Claroteidae
Claroteidae là một họ cá da trơn (bộ Siluriformes) sống tại châu Phi. Họ này tách biệt khỏi Bagridae. Tuy nhiên, sự đơn ngành của họ này đôi khi được tranh luận.
13 gồm 86 loài được biết tới xếp vào hai phân họ, Claroteinae và Auchenoglanidinae. Phân họ Auchenoglanidinae đôi khi được tách riêng thành họ Auchenoglanididae. Nhóm này trước đây cũng được bị xếp vào Bagridae. Sự đơn ngành Auchenoglanidinae đã rõ ràng; gồm năm chi Anaspidoglanis, Auchenoglanis, Parauchenoglanis, Notoglanidium và Platyglanis.
Hai loài được biết đến nhiều nhất là Auchenoglanis occidentalis và Chrysichthys longipinnis.
Claroteidae có cơ thể tương đối thuôn dài, thường có bốn cặp râu, một vây mỡ, những gai vây ức và vây lưng khỏe.